# Gołąbki (gmina)
Gołąbki – dawna gmina wiejska istniejąca do 1954 roku na Lubelszczyźnie. Siedzibą gminy były Gołąbki, a następnie Łazy.
Po podziale Królestwa Polskiego na powiaty i gminy z początkiem 1867 roku gmina weszła w skład w powiatu łukowskiego należącego kolejno do guberni podlaskiej, lubelskiej i siedleckiej. 
W 1919 roku gmina weszła w skład woj. lubelskiego. 1 kwietnia 1927 roku do gminy Gołąbki przyłączono wieś Rzymy-Rzymki ze znoszonej gminy Skrzyszew a także części gmin Celiny i Trzebieszów; równocześnie część gminy Gołąbki przyłączono do gminy Ulan.
Podczas okupacji gmina należała do dystryktu lubelskiego (w Generalnym Gubernatorstwie).
Według stanu z dnia 1 lipca 1952 roku gmina Gołąbki składała się z 13 gromad. Jednostka została zniesiona 29 września 1954 roku wraz z reformą wprowadzającą gromady w miejsce gmin. Po reaktywowaniu gmin z dniem 1 stycznia 1973 roku gminy Gołąbki nie przywrócono.